# 光荣牌 (荣誉)

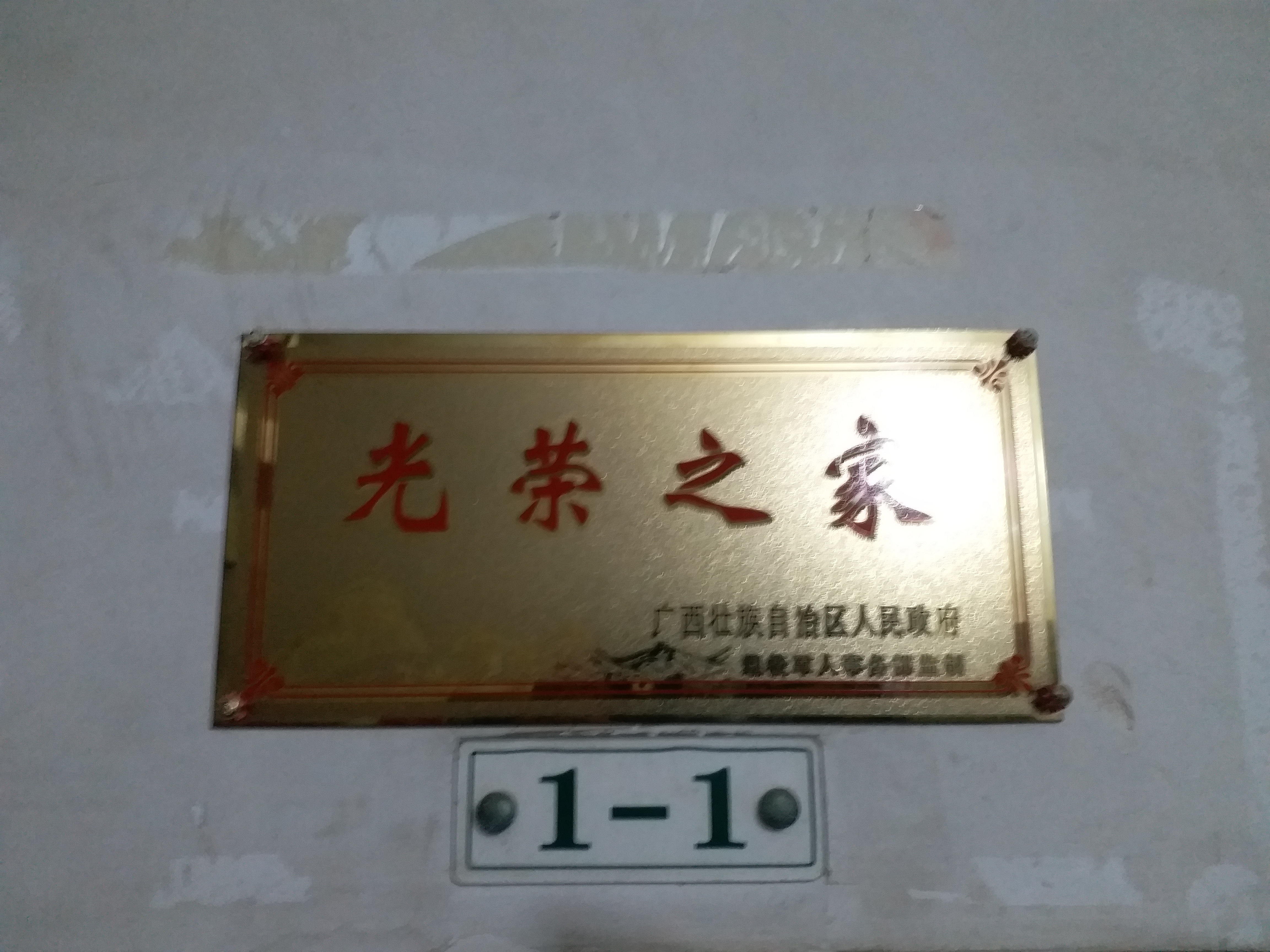
广西自治区政府颁发的光荣牌，为2018年07月31日以后的统一制式。

光荣牌是一种由中华人民共和国各省级人民政府与退役军人事务部监制与发放的奖励性牌匾，主要用于颁发给中国人民解放军和中国人民武装警察部队的现役军人家庭，退役军人家庭以及“三属家庭”以在社会上营造爱国拥军、尊崇军人的氛围。
为部队官兵家属制作与发放光荣牌的习惯早在红军时期就已有之，并在中华人民共和国建国之后广为流行，其形制、印发单位与上印文字也不径相同，自2018年中国国务院办公厅印发《为烈属、军属和退役军人等家庭悬挂光荣牌工作实施办法》后，光荣牌的形制开始依照规定统一，其文字被限定为“光荣之家”与省级人民政府落款，材质规定为钛金制并限定大小，由省级人民政府退役军人事务主管部门负责制作并由县级退役军人事务部与当地人民武装部门组织悬挂。
光荣牌的悬挂和更换工作一般于每年的建军节或春节前进行，由村（居）民委员会或社区安排专人举行悬挂仪式。其悬挂方式则受到《光荣牌悬挂服务管理工作规定》的约束，任何组织和个人买卖、出租、仿制光荣牌或是将光荣牌用于商业性用途以及娱乐活动，对其进行丑化、玷污和破坏的行为在中华人民共和国境内均属违法。